# Diane O'Connor
Diane O'Connor-Hutchinson (previamente: O'Connor), es un personaje ficticio de la serie de televisión británica Hollyoaks, interpretada por la actriz Alexandra Fletcher desde el 1 de septiembre de 2010, hasta ahora.

## Biografía
Diane llega al pueblo en septiembre de 2010 con su marido Rob O'Connor, su hijastra Sinead O'Connor y su hijastro Finn O'Connor. Ella y su marido se conocieron cuando ella aún era una estudiante y él trabajaba como profesor. La madre biológica de los hijos de Rob es Morag O'Connor, quien abandonó a su familia tras descubrir la aventura de Rob. Tras la revelación de que Morag sigue viva, sumado a las sospechas de que Rob estaba manteniendo una aventura con la estudiante Anita Roy, Diane decide divorciarse de él. 
Tiempo después, conoce a Tony Hutchinson y tiene sexo con él, y luego entra en shock cuando descubre que está embarazada de mellizos. Ella y Tony empiezan una relación, y aunque pasan por problemas (Tony es diagnosticado con cáncer), ella acaba dando a luz a Anthony y Dee Dee en octubre de 2013. 
Poco después, Tegan Lomax, quien dio a luz a Rose Lomax el mismo día que nacieron los mellizos, descubre que su hija fue intercambiada por la hija de Tony y Diane por culpa de la enfermera Mariam Andrews, quien estaba borracha. Esto hace que Rose sea la hermana de Anthony y la hija de Tony y Diane, mientras que Dee Dee es la hija de Tegan. Aun así, deciden dejar las cosas como estaban. 
Sinead empieza a temer que su hija Katy O'Connor está en peligro, y como su paranoia no cesa, Diane y los demás empiezan a creer que lo hace para llamar la atención. Sin embargo, Katy fallece en abril de 2014, y Sinead se enfada con Diane por no creerla, ya que ella la consideraba como su madre biológica. En venganza, Sinead seduce a Tony y comienzan una aventura, justo cuando Diane se compromete con él. El día de su boda, Diane descubre la infidelidad, pero es capaz de perdonar a ambos y casarse con Tony. 
Más adelante, las tramas de Diane giran en torno a su familia, con la llegada de su sobrino Scott Drinkwell en abril de 2015, y la de su sobrina Lily Drinkwell en enero de 2017. Con esta última intenta involucrarse más, tras la muerte de su madre Babs (hermana de Diane). Diane intentará cumplir su promesa de cuidarla, por lo que no aprueba su matrimonio con Prince McQueen porque son muy jóvenes, aunque al final lo acaba aceptando. 
A lo largo del 2018, Dee Dee contrae una peligrosa enfermedad, lo que lleva a Tony (quien ya había perdido a una hija) a abandonar a su familia durante unas semanas (aunque luego es convencido por su amigo Ste Hay para que vuelva). Tras su regreso, Tony, Diane y Tegan deciden revelar la verdad de su maternidad a Anthony, Rose y Dee Dee. En octubre de 2018, Dee Dee se recupera pero Tegan muere en la feroz tormenta. 
Diane queda devastada cuando descubre que Lily ha estado practicando el autolesionamiento, y aunque ella se recupera, vuelve a recaer y muere de una sepsis en abril de 2019, dejando un sentimiento de culpa a Diane bastante profundo. Sin embargo, Scott y algunos amigos y vecinos celebran una fiesta de Pascua para animarles, lo que lleva a la familia Hutchinson-Drinkwell a subir sus ánimos.